# Silurus biwaensis
Silurus biwaensis — вид сомів, родина Siluridae. Ендемік озера Біва в Японії. Прісноводна демерсальна риба, що сягає 118 см довжиною і 17,2 кг вагою.